# Sainte-Aurence-Cazaux
Sainte-Aurence-Cazaux è un comune francese di 126 abitanti situato nel dipartimento del Gers nella regione dell'Occitania.

## Società

### Evoluzione demografica
Abitanti censiti